# 延岡市立旭小学校
延岡市立旭小学校（のべおかしりつ あさひしょうがっこう）は、宮崎県延岡市中川原町にある公立の小学校。

## 沿革
- 1948年（昭和23年）
  - 4月6日 - 延岡市立中川原旭小学校設置許可。岡富小学校より分離独立し、開校。
  - 5月15日 - 開校記念日。
- 1949年（昭和24年）5月20日 - 北寮竣工。
- 1954年（昭和29年）
  - 4月1日 - 校区変更により、萩区と上の坊が、岡富小学校より編入。
  - 12月9日 - 学校塀（東西南側）完成。校門を東側より南側に移転。
- 1955年（昭和30年）
  - 4月1日 - 校区変更により、富美山4区が、岡富小学校より編入。
  - 4月30日 - 給食開始。
- 1957年（昭和32年）
  - 3月31日 - プール竣工。
  - 4月1日 - 校区変更により、富美山と柚木区が、岡富小学校より編入。
- 1958年（昭和33年）
  - 4月1日 - 延岡市立旭小学校と改称。
  - 9月2日 - 15時頃、少年の放火により出火、仮校舎1階（3教室）、東校舎1棟（宿直室、用務員室、渡り廊下、視聴覚室、教室、資料室、校長室、職員室、図書室）、中校舎1棟（5教室、保健室）等、延べ519.5坪を焼失。
  - 9月3日 - 臨時市議会が開かれ、14教室他管理室（用務員室、宿直室）建設の件を議決する。
- 1967年（昭和42年）
  - 6月18日 - 校門設置開放。
  - 6月29日 - 西側設置開放。
- 1969年（昭和44年）1月7日 - 体育館起工式。
- 1972年（昭和47年）3月10日 - 放送室設置。
- 1973年（昭和48年）
  - 1月20日 - 校門扉設置。
  - 3月24日 - 気象観測所設置。
- 1974年（昭和49年）8月13日 - 教育機器（アナライザー）設置。
- 1975年（昭和50年）10月15日 - 体育倉庫建設。
- 1977年（昭和52年）3月23日 - 校内放送設備設置。
- 1980年（昭和55年）9月30日 - 米飯給食開始。
- 1982年（昭和57年）
  - 3月6日 - 創立35周年記念式典挙行し、記念植樹を行った。
  - 8月29日 - PTA作業により、運動場周囲歩道完成。
- 1983年（昭和58年）
  - 1月18日 - 2学年から4学年の手洗い増設。
  - 3月13日 - うさぎ飼育小屋竣工（卒業記念）。
  - 5月14日 - 東通用門扉設置。
- 1985年（昭和60年）3月22日 - 体育館用放送施設設置（卒業記念）。
- 1986年（昭和61年）7月15日 - 体育館床補修。
- 1988年（昭和63年）12月11日 - PTAにより、通路舗装（正門～給食室）。
- 1991年（平成3年）
  - 2月5日 - PTAにより、道路舗装（玄関前）。
  - 8月28日 - 運動場整地工事完了。
- 1992年（平成4年）3月11日 - 二宮像修復完了。
- 1994年（平成6年）
  - 2月20日 - 校門改修。
  - 2月28日 - コンピュータ教室設置（5台）。
- 1999年（平成11年）3月31日 - 循環式プール竣工。
- 2000年（平成12年）8月23日 - 運動場東門新装設置。
- 2001年（平成13年）10月22日 - 給食室改築工事完成。
- 2009年（平成21年）7月18日 - 新校舎増改築事業に伴う地質調査開始。
- 2010年（平成22年）
  - 3月12日 - 新校舎増改築事業に伴う地質調査開始（南校舎、中校舎、便所棟、PTA会館等を解体撤去し、新たに管理・特別・普通教室棟を建設）。
  - 4月1日 - 学校給食調理等業務民間委託開始。
  - 5月 - 新校舎増改築に伴うプレハブ校舎建設開始。
  - 7月17日 - プレハブ校舎へ引っ越し（管理棟、特別教室1年、4年、6年各教室）。
  - 8月 - 新校舎増改築工事開始。
- 2011年（平成23年）
  - 7月 - 体育館耐震化工事、北校舎廊下・階段張り替え、特別棟生活科室改修工事。
  - 8月7日 - 新校舎への引っ越し作業実施。
  - 8月25日（第2学期） - 新校舎での授業開始。
  - 12月3日 - 新校舎落成記念式典挙行。
- 2013年（平成25年）1月 - PTAの協力により、校旗を新調。
- 2014年（平成26年）
  - 7月5日 - 北校舎耐震補強工事（11月7日終了）。
  - 9月26日 - 正門前の看板掛替、東門の表示取付。
- 2015年（平成27年）
  - 6月13日 - 体育館トイレ改修。
  - 6月15日 - 体育館南側通路屋根葺き替え。
  - 9月18日 - PTAの協力により、運動会優勝旗を新調。
- 2016年（平成28年）10月11日 - 北校舎洋式トイレ改修。
- 2017年（平成29年）
  - 2月27日 - PTA会議室にエアコン設置。
  - 3月9日 - 相談室にエアコン設置。
- 2018年（平成30年）1月31日 - 運動場改修工事完了。
- 2019年（令和元年）
  - 9月29日 - 北校舎屋上に太陽光発電設置。
  - 12月13日 - エアコンを20教室（南校舎11・中校舎1・北校舎8）に設置。
- 2020年（令和2年）
  - 2月26日 - 体育館外壁改修（外壁及びアルミサッシ）。
  - 9月25日 - 北校舎トイレ大規模改造建築工事完了。
- 2021年（令和3年）
  - 3月4日 - コミュニティ・スクール導入。
  - 11月1日 - 第2図書館開館。

## 通学区域
旭小学校の通学区域には以下の区域が指定されている。
| - 宇和田町 - 岡富町の一部 - 岡富山の一部 | - 川原崎町の一部 - 桜園町 - 富美山町 | - 中川原町 - 中の瀬町 - 萩町 | - 山下町三丁目 - 山月町 - 柚木町 |

## 周辺
- 延岡市旭児童館 - 敷地が隣接
- 認定こども園延岡望幼稚園 - 敷地が隣接、かつ進学前幼稚園のひとつ。
- マックスバリュ岡富店 - 敷地が隣接
- JR九州日豊本線延岡駅

## アクセス
- 宮崎交通「中川原町一丁目」停留所下車後、徒歩約170m・約3分。
- JR日豊本線延岡駅から、
  - 徒歩約585m・約9分。
  - 上述の宮崎交通バスに乗車し、「中川原町一丁目」停留所下車後、徒歩。